# Juszra Márdini
Juszra Márdini (arabul: يسرى مارديني, az európai sajtóban legtöbbször Yusra Mardini) (Damaszkusz, 1998. március 5. –) szír származású úszó, jelenleg Berlinben, Németországban él.
A 10 főből álló menekültek olimpiai csapatának tagjaként 2016-ban részt vett a XXXI. nyári olimpiai játékokon Rio de Janeiróban. 2021-ben ismét tagja volt a menekültek csapatának, illetve ő volt a zászlóvivő is.
2017. április 27 óta az ENSZ Menekültügyi Főbiztosa által kinevezett Jószolgálati Nagykövet.

## Korai évek
Damaszkuszban, keresztény szír családba született. Apja úszóedző volt, aki hároméves korától edzette őt és Sarah-t, aki szintén versenyszerűen úszott. A fiatal úszónő Damaszkuszban, Szíriában nőtt fel, ahol a Szíriai Olimpiai Bizottság támogatásával edzett és versenyzett, az akkor már háború sújtotta övezetben, gyakran lebombázott uszodákban, nehéz körülmények között. 2012-ben Szíria képviseletében vett részt a rövidpályás úszó világbajnokságon Törökországban.
2015-ben a fokozódó szíriai konfliktus miatt Sarah-val, a testvérével elhagyta Damaszkuszt és Libanonon, majd Törökországon keresztül a tengeren át érték el Görögországot. A testvérek Törökország partjainál, Izmirben motorcsónakba szálltak, azonban az emberekkel tömött járművel nem sokkal később problémák adódtak, ezért Juszra, Sarah és egy másik úszni tudó társuk a vízbe ugrottak, hogy partra vontassák a motorcsónakot, ezzel megmentve a csónakban utazó 20 ember életét.
A testvérpár Leszbosz szigetéről Macedónián, Szerbián majd Magyarországon keresztül érte el Németországot, ahol azóta élnek.

## Sportpályafutása
A 2012-es rövid pályás úszó-világbajnokságon Isztambulban Szíriát képviselte 200 m vegyes, 200 m gyors és 400 m gyors versenyszámokban.

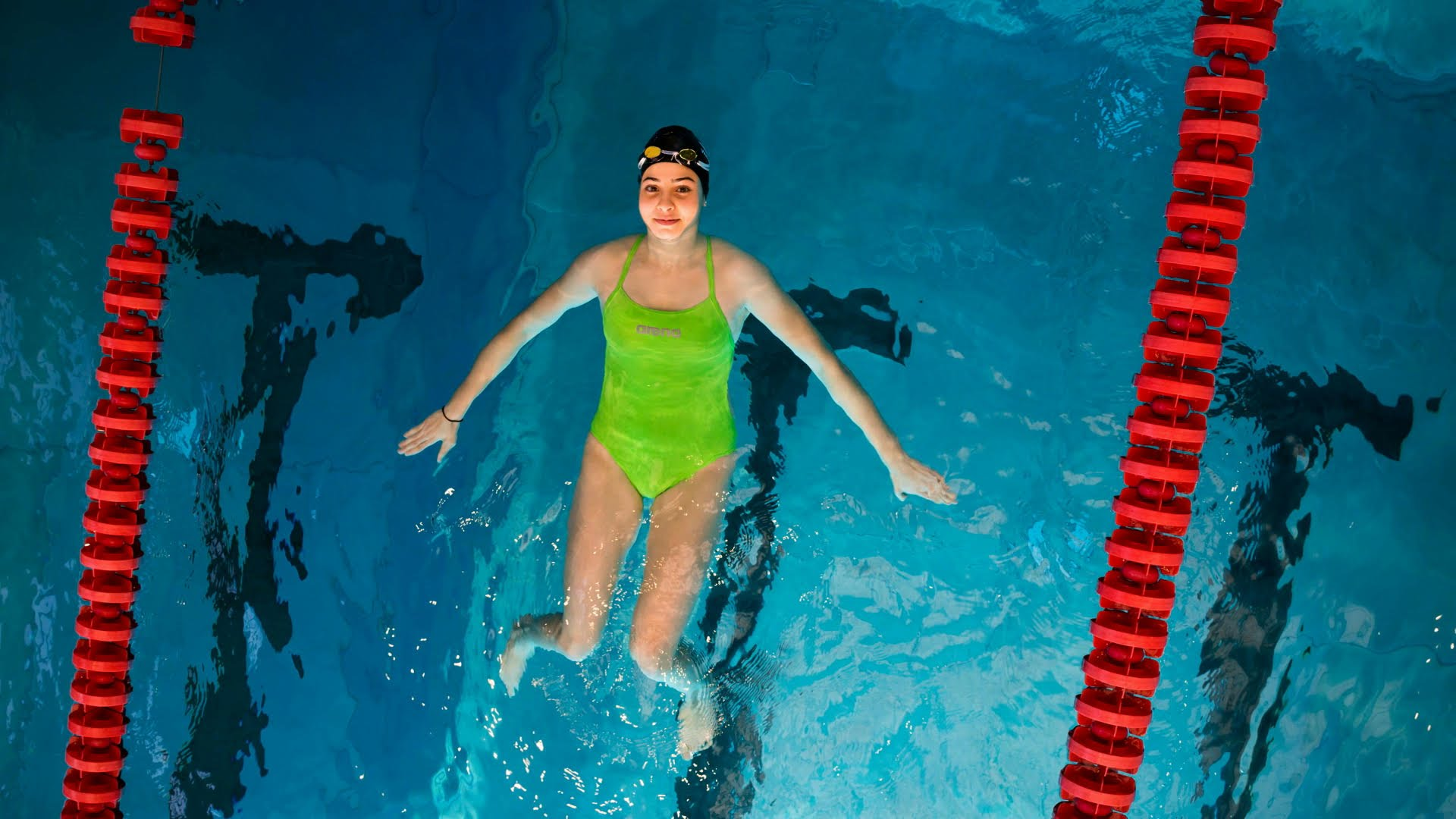

2015 óta a berlini Wasserfreunde Spandau 04 úszócsapatának tagja.
A 2016. évi nyári olimpiai játékokon Rio de Janeiróban a menekültek olimpiai csapatát képviselve vett részt: 200 m gyors és 100 m pillangó versenyszámokban, utóbbiban előfutamot nyert.
2017-ben részt vesz a Magyarországon rendezett úszó világbajnokságon: 100 m pillangó és 200 m gyors versenyszámokban.

## Médiaszereplések
A riói olimpia ideje alatt az M4 Sport magyar közszolgálati csatornát, és ifj. Knézy Jenő kommentátort számos helyről kritika érte Márdini miatt. Knézy a 100 m pillangó elődöntőjének közvetítése során nem konferálta be az úszónőt és a csapatát, illetve az élő adás során nem említette meg a lány előfutam győzelmét. A kritikák szerint Knézy a kormány migránsellenes kampánya miatt, szándékosan hagyta ki az úszónőt, míg a kommentátor tagadva a vádakat azzal magyarázta az esetet, hogy a futam nem volt különösebben érdekes szakmailag, illetve az élő közvetítés során technikai problémák adódtak, és emiatt nem látta a képernyőket, és nem tudott beszámolni az úszónő győzelméről.
2017-ben életrajzi könyvet írt a Németországba való meneküléséről és az olimpián való részvételéről Pillangó címmel.

## Megjelenése a kultúrában
2017 márciusában Stephen Daldry, angol rendező és producer bejelentette, hogy az úszónő életéről, és menekülésének történetéről filmet forgat, ami 2019-ben kerülhet a mozikba.
Sally El-Hosaini A Mardini nővérek (2022) címmel rendezett filmet Juszra és testvére történetéről.